# Denvis
Denvis is het pseudoniem van Dennis Grotenhuis (1972), een Nederlandse muzikant en filmmaker. Hij was van 1999 tot 2009 de frontman van de Eindhovense rockband The Spades. Sindsdien heeft hij meerdere platen uitgebracht met verschillende bands, waaronder Denvis & the Real Deal, D Deadly en the Föhns. Hij treedt ook solo op als singer/songwriter en als duo met Roel Blommers onder de naam; Ronnie & Donnie. Denvis is in 2017 met muzikanten uit verschillende bands het gelegenheidsproject The HelloWeeners gestart en treedt hiermee op in verschillende samenstellingen.  Sinds 2021 is Denvis als zanger aangesloten bij The Wetnecks USA, Een Blue Grass hillbilly gezelschap.

## Oeuvre

### Muziek
Met the Spades toerde Denvis van 1999 tot 2009 in binnen- en buitenland. Ze traden op in Austin Texas op SXSW in 2003 en 2005 en in 2006 op CMJ, New York. In 2002 bracht The Spades het album "learning the hard way not to fuck with the Spades", zes jaar later gevolgd door "Above The Law & Below The Belt". In 2009 gooide Denvis na een afscheidstour en een optreden op het Belgische Sjock festival de handdoek in de ring. In 2019 pakte Denvis de draad weer op. Nu met leden van Peter Pan Speedrock en Roel Blommers, Daan Koch en Pit Maypole als back up.
In 2006 bracht Denvis zijn eerste soloalbum Comin' Home uit. De release van Join The Circus, de tweede plaat van Denvis & The Real Deal, op 13 oktober 2010 vond plaats in het Parktheater te Eindhoven. In april 2012 volgde de derde plaat Corazon, van Denvis & the Real Deal, tevens op Drugmoney records. 
Met Roel Blommers, Jacco van Rooij en Gijs van de Burgt begon Denvis in 2012 een nieuw project wat de naam D Deadly kreeg. In de Ardennen werd de basis gelegd voor een nieuwe plaat en in hun eigen studio Rock & Roll Support werd in samenwerking met Jon Auer gewerkt aan de debuutplaat. Op 27 september 2013 presenteerde Denvis met D Deadly het album Everyone gets the song they deserve in het Evoluon, te Eindhoven. Deze kwam uit op Drugmoney records en distributie werd verzorgd door Suburban distribution.
In september 2013 stond Denvis 10 dagen lang met een gelegenheidsband "The Screaming Magarita's" op Best of the Fest, met de voorstelling Fest Bizarre, in het Parktheater. In deze revue werden muzikale acts afgewisseld met theater en circusacts.
In 2014 exploiteerde Denvis het open podium Wild Kip's Jukejoint, op lowlands festival, waar 3 dagen non stop muziek gemaakt werd door een groep bevriende muzikanten met Denvis aan het roer. Aan dit project deden o.a. Frans van Soest, Bella Hay, Vedran Mircetic, Twan van Gerven & gast performances van Jungle by Night en reverend Peter ten Boss.
In 2017 werd Denvis door DJ Serhat van Pacific Park benaderd om een Halloween show te verzorgen. Denvis benaderde leden van T-99 en Maison du Meilleur, en samen met zijn vaste gitarist Roel Blommers stelden ze een Trashy 60's set vol exotica en garage fuzz samen die het begin inluidde van een mooie toer o.a. Paradiso, Amsterdam en langs de festivals o.a. Zwarte Cross in 2018 als The HelloWeeners. Daarna werd het stil. Echter, In 2021 heeft hij met muzikanten van verschillende bands, waaronder MOOON, Franky Fuzz, 69 Charger en Bongloard de gelegenheidsband The HelloWeeners weer nieuw leven ingeblazen. Wederom stonden ze op meerdere festivals in binnen en buitenland en in Paradiso, Amsterdam. In de zomer van 2023 werd de eerste opnames gemaakt in de studio onder begeleiding van Roel Blommers voor een langspeelplaat.
The Spades zijn sinds 2019 weer sporadisch te zien op het podium. In 2022 kwam bij Suburban records: "Learning the hard way not to fuck with the Spades" uit op vinyl als jubileum omdat het 20 jaar geleden was dat de opnames op CD uitkwamen. Denvis wordt nu ondersteund door leden van Peter Pan Speedrock, evenals oudgedienden Daan Koch, Roel Blommers en Pit Maypole.
In 2020 zijn de eerste opnames voor een nieuwe plaat van Ronnie & Donnie gestart met gastmuzikanten, waaronder Rens Ottink, Thijs Schrijnemakers en Ernst-Jan van Doorn. In 2023 is door Bottom Shelf records de langspeelplaat 'Better man' onder de naam The Föhns uitgebracht. 
In 2021 werd er door The Föhns een optreden verzorgd op het dak van Plug-In City op Strijp - S, Eindhoven. Dit initiatief werd gesteund door de stichting Cultuur Eindhoven en werd uitgezonden door RaRaRadio en Open Webcast.
Denvis is najaar 2021 samen met The Wetnecks de repetitie ruimte in gegaan en zingt sindsdien mee met deze vijf broers en oom uit Littleville, USA. The Wetnecks speelden sindsdien meerdere keren op Paaspop, de Zwarte Cross, Alle Remmen Los, 24-uur Solex Race en Festyland.

### Film en televisie
Denvis studeerde in 2000 af aan de Nederlandse Film en Televisie Academie met de korte film "Hellmond" en werkt sindsdien als freelance-filmmaker voor verschillende omroepen. Hij regisseerde commercials, videoclips en televisie items en maakte eigen programma's waaronder "Is dit nu leuk?", "Kien!", "Klussen met Matje en Huub", "Klunen", "Odols (met Di-Rect)", "Road Rally (met Di-Rect)" ,"Fokke Hobbema, stylist van het noord'n" voor 3FM Serious Request en DDW recordings voor 3voor12, VPRO.
Denvis was op de Nederlandse televisie te zien als Twan de frietman in Villa Achterbuurt (VPRO) en als co-presentator van De Nationale Wetenschapsquiz (VPRO).
Als acteur voor film en televisie is Denvis sinds 2013 actief. Zo speelde hij de rol van Meeuwis in de serie Smeris (2014) en rol van Grover in de film Of ik gek ben (2016).In 2022 Speelde Denvis de rol van Dirk van der Kleij in de Zwitserse film Early Birds die op het Filmfestival van Zürich 2023 zijn première vierde.

### Theater
In 2010 ging Denvis samen met Leon Verdonschot en Nico Dijkshoorn het theater in met de voorstelling "Ook voor vrouwen!". Daarnaast maakte hij voor het muziekcentrum Frits Phillips een kindervoorstelling getiteld De pepernotenfabriek. In 2008 stond hij op theaterfestival de Parade met de voorstelling 'Ferry & Fred's fantastische frikandellenfestival.
In 2013 heeft Denvis een rockopera gemaakt samen met ruim 150 leerlingen van het Summa college genaamd The Eindhoven Rockcity Rockopera, die werd opgevoerd in het Klokgebouw te Eindhoven.
Vanaf 2016 presenteert Denvis samen met o.a. Ronald Brouwers, Mark Toorenburg en Danny Panadero de Loco Arena op de Zwarte Cross. Ook is hij verbonden aan het "Hoezo Luste Gij Ginne Koffie?Concert" dat in 2023 op Paaspop en de Zwarte Cross opgevoerd werd.

## Privé
Denvis is getrouwd met art director Maaike van Zijl en ze hebben samen een zoon (2007).

## Trivia
- In 2009 verscheen Denvis, Een Rockroman, een boek van Leon Verdonschot op basis van het leven van Denvis.